# Селіште
Селіште (рум. Săliște) — місто у повіті Сібіу в Румунії. Адміністративно місту підпорядковані такі села (дані про населення за 2002 рік):
- Амнаш (369 осіб)
- Ачиліу (268 осіб)
- Вале (384 особи)
- Галеш (331 особа)
- Маг (439 осіб)
- Сечел (520 осіб)
- Сібієл (402 особи)
- Финтинеле (252 особи)

Місто розташоване на відстані 229 км на північний захід від Бухареста, 19 км на захід від Сібіу, 111 км на південь від Клуж-Напоки, 134 км на захід від Брашова.

## Населення
За даними перепису населення 2002 року у місті проживали 5795 осіб.
Національний склад населення міста:
| Національність | Кількість осіб | Відсоток |
| -------------- | -------------- | -------- |
| румуни         | 5383           | 92,9%    |
| цигани         | 353            | 6,1%     |
| німці          | 38             | 0,7%     |
| угорці         | 12             | 0,2%     |
| серби          | 2              | < 0,1%   |
| чехи           | 1              | < 0,1%   |

Рідною мовою назвали:
| Мова      | Кількість осіб | Відсоток |
| --------- | -------------- | -------- |
| румунська | 5733           | 98,9%    |
| німецька  | 37             | 0,6%     |
| угорська  | 10             | 0,2%     |
| циганська | 8              | 0,1%     |
| сербська  | 1              | < 0,1%   |

Склад населення міста за віросповіданням:
| Релігія                                       | Кількість осіб | Відсоток |
| --------------------------------------------- | -------------- | -------- |
| православні                                   | 5639           | 97,3%    |
| п'ятдесятники                                 | 61             | 1,1%     |
| лютерани (Синодально-пресвітеріанська церква) | 21             | 0,4%     |
| баптисти                                      | 20             | 0,3%     |
| римо-католики                                 | 11             | 0,2%     |
| греко-католики                                | 7              | 0,1%     |
| лютерани                                      | 6              | 0,1%     |
| реформати                                     | 4              | 0,1%     |
| не релігійні                                  | 4              | 0,1%     |
| бретрени                                      | 3              | 0,1%     |
| адвентисти                                    | 1              | < 0,1%   |
| атеїсти                                       | 1              | < 0,1%   |

## Відомі особистості
В поселенні народилися:
- Думитру Рошка (1895—1980) — румунський філософ, перекладач, педагог;
- Міхаел Кляйн (1959—1993) — румунський футболіст.

## Зовнішні посилання
- Дані про місто Селіште на сайті Ghidul Primăriilor